# Études d'Europe centrale
 (avril 2025).

Les études d’Europe centrale sont un domaine interdisciplinaire qui explore l’histoire, la culture, la politique et la société de cette région complexe et diversifiée. Située au carrefour de l'Europe de l'Ouest et de l'Est, l'Europe centrale comprend des pays comme la Pologne, la République tchèque, la Hongrie, la Slovaquie, l'Autriche et certaines régions d'Allemagne et de Croatie.
L’histoire joue un rôle fondamental dans les études d’Europe centrale. La région a été marquée par des empires, des guerres et des mouvements de population. Des périodes telles que l'Empire des Habsbourg, les deux guerres mondiales et la guerre froide sont cruciales pour comprendre les évolutions actuelles. L'éclatement de ces empires et la transition vers des États-nations sont également des sujets majeurs.
L'identité culturelle est un autre axe d'étude. Les peuples d’Europe centrale ont développé des identités riches et variées, façonnées par des siècles de coexistence, de conflits et de migrations. Le multilinguisme et les minorités ethniques jouent un rôle important, tout comme les échanges transfrontaliers. Les chercheurs s’intéressent particulièrement aux questions de mémoire collective, d’identité nationale et de dialogue interculturel.
Les sciences politiques et sociales occupent aussi une place essentielle. Les transitions post-communistes, l'élargissement de l'Union européenne et la démocratisation sont des sujets clés. La région est un laboratoire pour comprendre les défis contemporains de l'intégration européenne, la montée des populismes et les relations Est-Ouest.